# Peter Heinrich (Politiker, 1948)
Peter Heinrich (* 28. März 1948 in Nassau; † 23. Mai 2015) war ein deutscher CDU-Politiker und Mitglied des Sächsischen Landtages.

## Leben
Peter Heinrich besuchte von 1954 bis 1964 die Polytechnische Oberschule in Frauenstein. Nach der darauf folgenden Lehre als Schmied war er acht Jahre als Elektroschweißer im Stahlbau Reichenau tätig. Es folgten eineinhalb Jahre Grundwehrdienst.
Nach einer Qualifikation als Berufskraftfahrer war Heinrich 16 Jahre im Kraftverkehr Freiberg beschäftigt, davon elf Jahre als Berufskraftfahrer. Heinrich war Einsatzleiter und Leiter der TLK sowie 1990 Leiter der Ökonomie. Von 1986 bis 1991 absolvierte er ein Fernstudium als Verkehrsingenieur.
Heinrich war evangelisch, verheiratet und hatte zwei Kinder.

## Politik
Peter Heinrich war seit 1980 Mitglied der CDU der DDR. Er war Mitglied im Ortsverband und Landesvorsitzender. Ab 1989 war Heinrich Abgeordneter der Stadtverordnetenversammlung. Von Juli 1990 bis 2008 war er hauptamtlicher Bürgermeister in Frauenstein. Im Oktober 1990 wurde Peter Heinrich über den Wahlkreis 53 (Brand-Erbisdorf – Freiberg II) mit 50,7 % der Stimmen für eine Wahlperiode in den Sächsischen Landtag gewählt. Dort war er Vorsitzender im Umweltausschuss.